# Novemberlichter
Novemberlichter ist ein 30-minütiger Kurzfilm von Jürgen Karasek aus dem Jahr 2012. Die Uraufführung fand beim 34. Filmfestival Max Ophüls Preis am 25. Jänner 2013 im Wettbewerb Mittellangfilm in Saarbrücken statt.

## Handlung
Der neunjährige Manuel lebt bei seiner Mutter, denn seine Eltern sind geschieden. Zuhause hat er mit der Vernachlässigung durch seine Mutter und regelmäßigen Konflikten mit seiner pubertierenden Schwester zu kämpfen. Eines Abends versäumt er auf dem Weg zu seinem Vater den öffentlichen Bus. Traurig wartet Manuel in der Kälte, weiß nicht wohin, bis plötzlich ein Auto neben ihm anhält. Ein älterer Herr, Walter, bietet an, ihn zu seinem Vater zu bringen. Manuel zögert etwas und dann steigt er ein...

## Hintergrund
Der Kurzfilm beschäftigt sich mit den negativen Konsequenzen, die entstehen können, wenn Eltern gemeinsamer Kinder sich trennen. Besonders wenn minderjährig, sind die Kinder oft hin- und hergerissen oder werden gar vernachlässigt, wie in dem Film sehr exemplarisch dargestellt wird. Die Folgen können nicht nur langzeitliche psychische Probleme sein, sondern auch unmittelbar kritische Situationen. Eine solche wird in Novemberlichter thematisiert: Die Hauptfigur Manuel steigt bei einem fremden Mann, Walter, ins Auto ein, damit ihn dieser zu seinem Vater bringt. Das Szenario steht unter dem Schatten eines möglichen Verbrechens, tatsächlich entsteht zwischen den zwei Protagonisten aber langsam ein freundschaftliches Verhältnis. Walters Motivationen erscheinen trotzdem ambivalent – es gibt Momente die glauben lassen, dass er illegale Absichten mit Manuel verfolgt, andere die die Interpretation rein fürsorglicher Ambitionen verstärken. Dieser dichotome Ansatz wird bis zum Ende der Handlung nicht aufgeklärt, das Publikum wird in seiner weiteren Erwartungshaltung gespalten und beide Rezeptionsarten bleiben legitim.

## Musik
Der ursprünglich geplante Titel Die Nacht, in der die Sterne schliefen findet sich schlussendlich in der Filmmusik wieder, die eigens für den Film von Oliver Linus komponiert und produziert wurde. Der Titel The night, the stars fell asleep versucht mit dissonanten und verzerrten Klängen, die Gefühle des kleinen Manuel sowie die nahende Gefahr musikalisch zum Ausdruck zu bringen. Das zweite Lied Walters Theme endet mit einem harmonisch gesehen unvollendeten Schluss (Halbschluss). Damit erzeugt die Musik eine Spannung und Erwartungshaltung, die sich von da an bis zum offenen Ende des Films weiter aufbaut und, wie der Schluss, bewusst nicht aufgelöst wird.

## Auszeichnungen
- Bestes Drehbuch – Thomas-Pluch-Drehbuchpreis, Diagonale 2013[4]
- Junior Performance Award für Markus Urban – International Film Awards Berlin 2013